# Єгоров Євген Павлович (професор)
Єго́ров Євге́н Па́влович (нар. 20 січня 1908, Основа, Одеська область–пом. 21 жовтня 1982, Миколаїв) — радянський суднобудівник, вчений і організватор в галузі будування підводних човнів, багаторічний директор (1952—1972) об'єднання «Севмаш»; доктор технічних наук (1970), професор (1975), лауреат Ленінської премії (1970), Герой Соціалістичної Праці (1959).

## Життєпис
Євген Павлович Єгоров народився 20 січня 1908 року в селі Основа Херсонської губернії в родині учителів. В 1919 році закінчив початкову школу в рідному селі, а в 1923 році — миколаївську семирічну трудову школу № 10.
В 1925 році закінчив професійно-технічну школу й працював на Миколаївському суднобудівному заводі імені А.Марті підручним ливарника, креслярем, конструктором, потім заступником начальника конструкторського відділу. В 1930 році закінчив Миколаївський кораблебудівний інститут. З 1930 року — аспірант, з 1932 року — заступник керівника технічного відділу суднобудування цього ж заводу. Брав участь у виготовленні й спускі перших підводних човнів типу «Декабрист».
В грудні 1933 року відряджений до Владивостока, де працював на «Дальзаводі» будівельником і відповідальним здавачем середніх підводних човнів типу «Ленінець». В квітні 1940 року призначений головним інженером суднобудівного заводу імені Ленінського комсомолу в місті Комсомольськ-на-Амурі.
З січня по жовтень 1944 року працював головним будівельником 3-го Головного управління Міністерства суднобудівної промисловості СРСР. У складі закупівельної комісії СРСР виїжджав до США, де вивчав організацію суднобудування на американських корабельнях.
З січня 1945 року перебував в складі спецпідрозділу на 1-му Українському фронті, капітан 1-го рангу.
З 1950 року — головний інженер Балтійського флоту.
З 1953 по 1972 роки — директор суднобудівного заводу в Молотовську (тепер — Сєверодвінськ).
Указом Президії Верховної Ради СРСР від 23 липня 1959 року за видатні заслуги у створенні першого радянського атомного підводного човна Єгорову Євгену Павловичу присвоєно звання Героя Соціалістичної Праці з врученням ордена Леніна і золотої медалі «Серп і Молот».
У 1972—1975 роках — директор Центрального науково-дослідного інституту організації управління, економіки і інформації Міністерства суднобудівної промисловості у Ленінграді.
У 1975 році повернувся до Миколаєва. Працював професором кафедри технології суднобудування МКІ.
Помер 21 жовтня 1982 року. Похований в Миколаєві на Алеї Героїв праці міського цвинтаря.

## Нагороди
- медаль «Серп і Молот» Героя Соціалістичної Праці (23.07.1959)
- чотири ордена Леніна (1954, 23.07.1959, 1963, 25.07.1966)
- орден Жовтневої революції (26.04.1971)
- орден Трудового Червоного Прапора (1950)
- орден Червоної Зірки (1939)
- орден «Знак Пошани» (1942)
- медалі
- знак «Відмінник соціалістичного змагання Міністерства суднобудівної промисловості СРСР» (30.10.1964)
- Почесна грамота Президії Верховної Ради РРФСР (1.12.1964).
- Ленінська премія (13.04.1970).
- Почесний громадянин Сєверодвінська (11.01.1978, знак № 1).

## Пам'ять
Ім'я Євгена Павловича Єгорова носять:
- площа в місті Сєверодвінськ;
- морський буксир-рятувальник.

На будинку, де він жив та в вестибюлі ВНЗ, ректором якого працював у місті Сєверодвінську, встановлено меторіальні дошки.
На площі Єгорова встановлено скульптурну композицію з його зображенням.